# Versió de demostració
Una demo, curt per a versió de demostració, és una demostració d'un videojoc distribuïda lliurement per part de la mateixa desenvolupadora. Els desenvolupadors normalment publiquen aquest tipus de demostracions tècniques per ajudar el consumidor a decidir-se per comprar la versió final del videojoc. Les demostracions de videojocs per a consoles solen ser llançades per algunes revistes que hi ha al mercat, que inclouen un conjunt d'aquests en un disc compacte o DVD, encara que algunes consoles, com Xbox 360 o PlayStation 3, inclouen alguns elements d'aquest tipus en el seu basar en línia Xbox Live i en PlayStation Store.